# Priaulx League
Priaulx League este cea mai importantă competiție din sistemul fotbalistic din Guernsey.

## Sezonul 2009-10

### Cluburi
| Club                  | Poziția finală din sezonul 2009/10 |
| --------------------- | ---------------------------------- |
| Belgrave Wanderers FC |                                    |
| Guernsey Rangers F&AC |                                    |
| Guernsey Rovers AC    |                                    |
| Island Police FC      |                                    |
| Port City FC          |                                    |
| St Martins AC         |                                    |
| Sylvans SC            |                                    |
| Vale Recreation AC    |                                    |